# Campos Borges
Campos Borges este un oraș în Rio Grande do Sul (RS), Brazilia.